# Hoengseong
Hoengseong (Koreaans: 횡성군, Hoengseong-gun) is een district in de provincie Gangwon-do in Zuid-Korea. Het district telde 47.362 inwoners in 2011. 